# Mistrzostwa Europy w Piłce Siatkowej Mężczyzn 2017 (składy)
Artykuł grupuje składy reprezentacji narodowych, które wystąpią w Mistrzostwach Europy w Piłce Siatkowej Mężczyzn 2017 odbywających się w Polsce.
- Przynależność klubowa na sezon 2017-18
- Zawodnicy oznaczeni  to kapitanowie reprezentacji.

## Grupa A
Polska
Trener:  Ferdinando De Giorgi
| Nr | Imię i nazwisko     | Rok urodzenia | Wzrost | Klub                   | Pozycja |
| -- | ------------------- | ------------- | ------ | ---------------------- | ------- |
| 3  | Dawid Konarski      | 1989          | 198    | Ziraat Bankası Ankara  | A       |
| 5  | Łukasz Kaczmarek    | 1994          | 204    | Cuprum Lubin           | A       |
| 6  | Bartosz Kurek       | 1988          | 205    | Ziraat Bankası Ankara  | P       |
| 7  | Artur Szalpuk       | 1995          | 201    | Lotos Trefl Gdańsk     | P       |
| 9  | Bartłomiej Lemański | 1996          | 217    | Asseco Resovia         | Ś       |
| 10 | Damian Wojtaszek    | 1988          | 180    | Onico Warszawa         | L       |
| 11 | Fabian Drzyzga      | 1990          | 196    | Olympiakos Pireus      | R       |
| 12 | Grzegorz Łomacz     | 1987          | 187    | PGE Skra Bełchatów     | R       |
| 13 | Michał Kubiak       | 1988          | 191    | Panasonic Panthers     | P       |
| 15 | Jakub Kochanowski   | 1997          | 199    | Indykpol AZS Olsztyn   | Ś       |
| 16 | Łukasz Wiśniewski   | 1989          | 198    | ZAKSA Kędzierzyn-Koźle | Ś       |
| 17 | Paweł Zatorski      | 1990          | 184    | ZAKSA Kędzierzyn-Koźle | L       |
| 20 | Mateusz Bieniek     | 1994          | 210    | ZAKSA Kędzierzyn-Koźle | Ś       |
| 21 | Rafał Buszek        | 1987          | 194    | ZAKSA Kędzierzyn-Koźle | P       |

 Serbia
Trener:  Nikola Grbić
| Nr | Imię i nazwisko         | Rok urodzenia | Wzrost | Klub                     | Pozycja |
| -- | ----------------------- | ------------- | ------ | ------------------------ | ------- |
| 1  | Aleksandar Okolić       | 1993          | 205    | Berlin Recycling Volleys | Ś       |
| 2  | Uroš Kovačević          | 1993          | 197    | Diatec Trentino          | P       |
| 3  | Milan Katić             | 1993          | 202    | PGE Skra Bełchatów       | P       |
| 4  | Nemanja Petrić          | 1987          | 202    | Halkbank Ankara          | P       |
| 6  | Goran Skundrić          | 1987          | 197    | Tricolorul LMV Ploiesti  | L/P     |
| 7  | Dragan Stanković        | 1985          | 205    | Cucine Lube Civitanova   | Ś       |
| 9  | Nikola Jovović          | 1992          | 197    | Arkas Spor Izmir         | R       |
| 11 | Maksim Bučuljević       | 1991          | 192    | ACH Volley Lublana       | R       |
| 14 | Aleksandar Atanasijević | 1991          | 200    | Sir Safety Perugia       | A       |
| 16 | Dražen Luburić          | 1993          | 202    | Beşiktaş Stambuł         | A       |
| 17 | Neven Majstorović       | 1989          | 193    | CS Arcada Galati         | L       |
| 18 | Marko Podraščanin       | 1987          | 203    | Sir Safety Perugia       | Ś       |
| 19 | Nikola Rosić            | 1984          | 192    | SCMU Krajowa             | L       |
| 20 | Srećko Lisinac          | 1992          | 202    | PGE Skra Bełchatów       | Ś       |

 Finlandia
Trener:  Tuomas Sammelvuo
| Nr | Imię i nazwisko     | Rok urodzenia | Wzrost | Klub                      | Pozycja |
| -- | ------------------- | ------------- | ------ | ------------------------- | ------- |
| 1  | Niko Haapakoski     | 1996          | 192    | Lentopalloseura Etta      | R       |
| 2  | Eemi Tervaportti    | 1989          | 193    | Espadon Szczecin          | R       |
| 4  | Lauri Kerminen      | 1993          | 185    | Kuzbass Kemerowo          | L       |
| 5  | Antti Siltala       | 1984          | 193    | Maliye Piyango SK         | P       |
| 6  | Niklas Seppänen     | 1993          | 193    | Tours VB                  | P       |
| 8  | Elviss Krastins     | 1994          | 192    | Top Volley Antwerpen      | P       |
| 9  | Tommi Siirilä       | 1993          | 203    | Sir Safety Perugia        | Ś       |
| 11 | Sauli Sinkkonen     | 1989          | 201    | Top Volley Antwerpen      | Ś       |
| 12 | Jan Helenius        | 1996          | 183    | Leka Volley               | P       |
| 13 | Antti Ropponen      | 1995          | 193    | Hurrikaani-Loimaa         | A       |
| 14 | Markus Kaurto       | 1993          | 196    | VaLePa Sastamala          | Ś       |
| 15 | Henrik Porkka       | 1998          | 202    | Leka Volley               | Ś       |
| 16 | Olli-Pekka Ojansivu | 1987          | 197    | Afyon Belediyespor Yüntaş | A       |
| 19 | Eetu Pennanen       | 1992          | 183    | Lentopalloseura Etta      | L       |

 Estonia
Trener:  Gheorghe Crețu
| Nr | Imię i nazwisko | Rok urodzenia | Wzrost | Klub                 | Pozycja |
| -- | --------------- | ------------- | ------ | -------------------- | ------- |
| 1  | Henri Treial    | 1992          | 202    | VK ČEZ Karlovarsko   | Ś       |
| 4  | Ardo Kreek      | 1986          | 202    | Paris Volley         | Ś       |
| 5  | Kert Toobal     | 1979          | 189    | Rennes Volley 35     | R       |
| 6  | Oliver Orav     | 1995          | 192    |                      | P       |
| 7  | Renee Teppan    | 1993          | 197    | Diatec Trentino      | A       |
| 9  | Robert Täht     | 1993          | 191    | Cuprum Lubin         | P       |
| 10 | Denis Losnikov  | 1994          | 196    |                      | L       |
| 11 | Oliver Venno    | 1990          | 210    | Maliye Milli Piyango | A       |
| 12 | Kristo Kollo    | 1990          | 190    | TV Schönenwerd       | P       |
| 13 | Andres Toobal   | 1988          | 193    | Top Volley Antwerpen | R       |
| 14 | Rait Rikberg    | 1982          | 174    | Volley Menen         | L       |
| 15 | Andrus Raadik   | 1986          | 199    | Pielaveden Sampo     | P       |
| 17 | Timo Tammemaa   | 1991          | 202    | Noliko Maaseik       | Ś       |
| 19 | Andri Aganits   | 1993          | 207    | Montpellier UC       | Ś       |

## Grupa B
Włochy
Trener:  Gianlorenzo Blengini
| Nr | Imię i nazwisko  | Rok urodzenia | Wzrost | Klub                        | Pozycja |
| -- | ---------------- | ------------- | ------ | --------------------------- | ------- |
| 2  | Luigi Randazzo   | 1994          | 199    | Kioene Padwa                | P       |
| 4  | Luca Vettori     | 1991          | 200    | Diatec Trentino             | A       |
| 5  | Luca Spirito     | 1993          | 198    | Calzedonia Werona           | R       |
| 6  | Simone Giannelli | 1996          | 200    | Diatec Trentino             | R       |
| 7  | Fabio Balaso     | 1995          | 182    | Kioene Padwa                | L       |
| 9  | Daniele Mazzone  | 1992          | 209    | Azimut Modena               | Ś       |
| 10 | Filippo Lanza    | 1991          | 195    | Diatec Trentino             | P       |
| 11 | Simone Buti      | 1983          | 207    | Gi Group Monza              | Ś       |
| 13 | Massimo Colaci   | 1985          | 179    | Sir Safety Perugia          | L       |
| 14 | Matteo Piano     | 1990          | 209    | Revivre Milano              | Ś       |
| 16 | Oleg Antonow     | 1988          | 198    | Tonno Callipo Vibo Valentia | P       |
| 17 | Iacopo Botto     | 1987          | 189    | Gi Group Monza              | P       |
| 18 | Giulio Sabbi     | 1989          | 199    | Azimut Modena               | A       |
| 19 | Fabio Ricci      | 1994          | 205    | Sir Safety Perugia          | Ś       |

 Niemcy
Trener:  Andrea Giani
| Nr | Imię i nazwisko  | Rok urodzenia | Wzrost | Klub                      | Pozycja |
| -- | ---------------- | ------------- | ------ | ------------------------- | ------- |
| 1  | Christian Fromm  | 1990          | 204    | Arkas Spor Izmir          | P       |
| 3  | Ruben Schott     | 1994          | 192    | Revivre Milano            | P       |
| 6  | Denis Kaliberda  | 1990          | 193    | Ziraat Bankası Ankara     | P       |
| 7  | Michael Andrei   | 1985          | 210    | Powervolleys Düren        | Ś       |
| 8  | Marcus Böhme     | 1985          | 211    |                           | Ś       |
| 9  | Georg Grozer     | 1984          | 200    | Lokomotiw Nowosybirsk     | A       |
| 10 | Linus Weber      | 1999          | 199    |                           | P       |
| 11 | Lukas Kampa      | 1986          | 196    | Jastrzębski Węgiel        | R       |
| 13 | Simon Hirsch     | 1992          | 204    | Gi Group Monza            | A       |
| 14 | Moritz Karlitzek | 1996          | 191    | United Volleys Rhein-Main | U       |
| 16 | Julian Zenger    | 1997          | 190    | United Volleys Rhein-Main | L       |
| 17 | Jan Zimmermann   | 1993          | 190    | Stade Poitevin            | R       |
| 18 | Noah Baxpöhler   | 1993          | 208    | SVG Lüneburg              | Ś       |
| 21 | Tobias Krick     | 1998          | 210    | United Volleys Rhein-Main | Ś       |

 Słowacja
Trener:  Andrej Kravárik
| Nr | Imię i nazwisko    | Rok urodzenia | Wzrost | Klub                              | Pozycja |
| -- | ------------------ | ------------- | ------ | --------------------------------- | ------- |
| 1  | Milan Bencz        | 1987          | 206    | Impavida Ortona                   | A       |
| 3  | Emanuel Kohút      | 1982          | 206    | GKS Katowice                      | Ś       |
| 4  | Peter Ondrović     | 1995          | 199    | VK Jihostroj Czeskie Budziejowice | Ś       |
| 5  | Matej Kubš         | 1988          | 188    | VK Bystrina SPU Nitra             | L       |
| 8  | Daniel Končal      | 1982          | 188    |                                   | R       |
| 9  | Peter Mlynarčík    | 1991          | 200    | Hypo Tirol AlpenVolleys Haching   | A       |
| 10 | Marcel Lux         | 1994          | 200    | Mirad Presov                      | P       |
| 11 | Martin Turis       | 1993          | 181    | AERO Odolena Voda                 | L       |
| 12 | Matej Pátak        | 1990          | 197    | Aluron Virtu Warta Zawiercie      | P       |
| 13 | Štefan Chrtiansky  | 1989          | 207    | Hypo Tirol AlpenVolleys Haching   | P       |
| 14 | Šimon Krajčovič    | 1996          | 205    | VolleyTeam ČZU Praha              | Ś       |
| 15 | Juraj Zatko        | 1987          | 192    | VK Bystrina SPU Nitra             | R       |
| 16 | Radoslav Presinsky | 1989          | 206    | VK ČEZ Karlovarsko                | Ś       |
| 20 | Michal Petraš      | 1996          | 191    | SK Posojilnica Aich/Dob           | P       |

 Czechy
Trener:  Michal Nekola
| Nr | Imię i nazwisko    | Rok urodzenia | Wzrost | Klub                              | Pozycja |
| -- | ------------------ | ------------- | ------ | --------------------------------- | ------- |
| 2  | Jan Hadrava        | 1991          | 199    | Indykpol AZS Olsztyn              | A       |
| 3  | Marek Beer         | 1988          | 201    | Hypo Tirol AlpenVolleys Haching   | Ś       |
| 4  | Donovan Džavoronok | 1997          | 202    | Gi Group Monza                    | P       |
| 6  | Michal Finger      | 1993          | 201    | Gi Group Monza                    | A       |
| 7  | Aleš Holubec       | 1984          | 200    | Dukla Liberec                     | Ś       |
| 9  | Marek Zmrhal       | 1993          | 203    | VK ČEZ Karlovarsko                | P       |
| 10 | Matyas Demar       | 1991          | 204    | VolleyTeam ČZU Praha              | R       |
| 11 | Martin Kryštof     | 1982          | 179    | VK Jihostroj Czeskie Budziejowice | L       |
| 12 | Daniel Pfeffer     | 1990          | 184    | VK ČEZ Karlovarsko                | L       |
| 13 | Jan Galabov        | 1996          | 190    | Dukla Liberec                     | P       |
| 16 | Radek Mach         | 1984          | 206    | VK Jihostroj Czeskie Budziejowice | Ś       |
| 17 | Adam Zajicek       | 1993          | 201    | VK Kladno                         | Ś       |
| 18 | Jakub Janouch      | 1990          | 194    | Dukla Liberec                     | R       |
| 19 | Petr Michálek      | 1989          | 190    | VK Jihostroj Czeskie Budziejowice | P       |

## Grupa C
Rosja
Trener:  Siergiej Szlapnikow
| Nr | Imię i nzawisko   | Rok urodzenia | Wzrost | Klub                  | Pozycja |
| -- | ----------------- | ------------- | ------ | --------------------- | ------- |
| 2  | Ilja Własow       | 1995          | 212    | Fakieł Nowy Urengoj   | Ś       |
| 4  | Artiom Wolwicz    | 1990          | 208    | Zenit Kazań           | Ś       |
| 5  | Siergiej Grankin  | 1985          | 195    | Biełogorje Biełgorod  | R       |
| 7  | Dmitrij Wołkow    | 1995          | 201    | Fakieł Nowy Urengoj   | P       |
| 9  | Jurij Bierieżko   | 1984          | 196    | Dinamo Moskwa         | P       |
| 11 | Andriej Aszczew   | 1983          | 202    | Zenit Petersburg      | Ś       |
| 12 | Aleksandr Butko   | 1986          | 198    | Zenit Kazań           | R       |
| 15 | Jegor Fieoktistow | 1993          | 201    | Ural Ufa              | P       |
| 16 | Maksim Żygałow    | 1989          | 201    | Biełogorje Biełgorod  | A       |
| 17 | Maksim Michajłow  | 1988          | 202    | Zenit Kazań           | A       |
| 18 | Jegor Kliuka      | 1995          | 208    | Fakieł Nowy Urengoj   | P       |
| 20 | Iljas Kurkajew    | 1994          | 207    | Lokomotiw Nowosybirsk | Ś       |
| 21 | Walentin Gołubiew | 1992          | 190    | Lokomotiw Nowosybirsk | L       |
| 22 | Roman Martyniuk   | 1987          | 182    | Lokomotiw Nowosybirsk | L       |

 Bułgaria
Trener:  Płamen Konstantinow
| Nr | Imię i nazwisko     | Rok urodzenia | Wzrost | Klub                   | Pozycja |
| -- | ------------------- | ------------- | ------ | ---------------------- | ------- |
| 1  | Georgi Bratoew      | 1987          | 203    | Neftochimik Burgas     | R       |
| 5  | Swetosław Gocew     | 1990          | 205    | Tours VB               | Ś       |
| 6  | Rozalin Penczew     | 1994          | 197    | Personal Bolivar       | P       |
| 7  | Welizar Czernokożew | 1995          | 208    | Dobrudża Dobricz       | A       |
| 8  | Todor Skrimow       | 1990          | 191    | NOWA Nowokujbyszewsk   | P       |
| 11 | Georgi Seganow      | 1993          | 198    | Biosì Indexa Sora      | R       |
| 12 | Wiktor Josifow      | 1985          | 204    | LPR Piacenza           | Ś       |
| 13 | Teodor Sałparow     | 1982          | 187    | Neftochimik Burgas     | L       |
| 14 | Teodor Todorow      | 1989          | 208    | Galatasaray SK         | Ś       |
| 15 | Todor Aleksiew      | 1983          | 204    | Olympiakos Pireus      | P       |
| 16 | Władisław Iwanow    | 1987          | 188    | Nice VB                | L       |
| 17 | Nikołaj Penczew     | 1992          | 197    | PGE Skra Bełchatów     | P       |
| 18 | Nikołaj Nikołow     | 1986          | 206    | Biełogorje Biełgorod   | Ś       |
| 19 | Cwetan Sokołow      | 1989          | 206    | Cucine Lube Civitanova | A       |

 Słowenia
Trener:  Slobodan Kovač
| Nr | Imię i nazwisko  | Rok urodzenia | Wzrost | Klub                      | Pozycja |
| -- | ---------------- | ------------- | ------ | ------------------------- | ------- |
| 1  | Tonček Štern     | 1995          | 198    | Calzedonia Werona         | A       |
| 2  | Alen Pajenk      | 1986          | 203    | Calzedonia Werona         | Ś       |
| 3  | Žiga Štern       | 1994          | 193    | Tours VB                  | P       |
| 4  | Jan Kozamernik   | 1995          | 204    | Diatec Trentino           | Ś       |
| 5  | Alen Šket        | 1988          | 205    | Fenerbahçe SK             | P       |
| 6  | Mitja Gasparini  | 1984          | 202    | Korean Air Jumbo          | A       |
| 9  | Dejan Vinčić     | 1986          | 200    | Cerrad Radom              | R       |
| 10 | Sašo Štalekar    | 1996          | 214    | Calcit Kamnik             | Ś       |
| 11 | Danijel Koncilja | 1990          | 201    | Nice VB                   | Ś       |
| 12 | Jan Klobučar     | 1992          | 195    | United Volleys Rhein-Main | P       |
| 13 | Jani Kovačič     | 1992          | 186    | ACH Volley Lublana        | L       |
| 14 | Urban Toman      | 1997          | 183    | OK Triglav Kranj          | L       |
| 16 | Gregor Ropret    | 1989          | 192    | VK ČEZ Karlovarsko        | R       |
| 17 | Tine Urnaut      | 1988          | 200    | Azimut Modena             | P       |

 Hiszpania
Trener:  Fernando Munoz
| Nr | Imię i nazwisko           | Rok urodzenia | Wzrost | Klub                    | Pozycja |
| -- | ------------------------- | ------------- | ------ | ----------------------- | ------- |
| 1  | Andrés Villena            | 1993          | 194    | Spacer's de Toulouse    | A       |
| 2  | Ángel Trinidad            | 1993          | 195    | Knack Roeselare         | R       |
| 3  | Sergio Noda               | 1987          | 189    | Nantes Rezé Métropole   | P       |
| 5  | Alejandro Vigil           | 1993          | 210    | Pallavolo Aversa        | Ś       |
| 6  | Borja Ruiz                | 1992          | 200    | Unicaja Almeria         | Ś       |
| 7  | Jorge Almansa             | 1991          | 195    | Unicaja Almeria         | P       |
| 8  | Francisco José Fernández  | 1995          | 180    |                         | L       |
| 10 | Jorge Fernández Valcárcel | 1989          | 201    | Can Ventura Palma       | Ś       |
| 11 | Miguel Ángel de Amo       | 1985          | 183    | Spacer's de Toulouse    | R       |
| 13 | Daniel Ruiz Posadas       | 1995          | 190    | Fonte Bastardo Azores   | L       |
| 14 | Miguel Angel Fornes       | 1993          | 204    | Knack Roeselare         | Ś       |
| 17 | Francisco J. Ruiz         | 1991          | 178    | Stilcasa Volley Taviano | P       |
| 18 | Juan Manuel González      | 1994          | 192    | Unicaja Almeria         | P       |
| 22 | Augusto Colito            | 1997          | 190    |                         | A       |

## Grupa D
Francja
Trener:  Laurent Tillie
| Nr | Imię i nazwisko       | Rok urodzenia | Wzrost | Klub                      | Pozycja |
| -- | --------------------- | ------------- | ------ | ------------------------- | ------- |
| 2  | Jenia Grebennikov     | 1990          | 188    | Cucine Lube Civitanova    | L       |
| 4  | Jean Patry            | 1996          | 207    | Montpellier UC            | A       |
| 5  | Trévor Clévenot       | 1994          | 199    | LPR Piacenza              | P       |
| 6  | Benjamin Toniutti     | 1989          | 183    | ZAKSA Kędzierzyn-Koźle    | R       |
| 7  | Kevin Tillie          | 1990          | 200    | Jastrzębski Węgiel        | P/L     |
| 8  | Julien Lyneel         | 1990          | 192    | Fudan University Shanghai | P       |
| 9  | Earvin N’Gapeth       | 1991          | 194    | Azimut Modena             | P       |
| 10 | Kévin Le Roux         | 1989          | 209    | Dinamo Moskwa             | Ś       |
| 11 | Antoine Brizard       | 1994          | 196    | Onico Warszawa            | R       |
| 12 | Stéphen Boyer         | 1996          | 196    | Chaumont VB 52            | A       |
| 14 | Nicolas Le Goff       | 1992          | 206    | Top Volley Latina         | Ś       |
| 16 | Daryl Bultor          | 1995          | 197    | Montpellier UC            | Ś       |
| 18 | Thibault Rossard      | 1993          | 194    | Asseco Resovia            | A/P     |
| 21 | Barthélémy Chinenyeze | 1998          | 201    | Spacer's de Toulouse      | Ś       |

 Belgia
Trener:  Vital Heynen
| Nr | Imię i nazwisko     | Rok urodzenia | Wzrost | Klub                        | Pozycja |
| -- | ------------------- | ------------- | ------ | --------------------------- | ------- |
| 1  | Bram Van den Dries  | 1989          | 208    | Ansan Rush & Cash Vespid    | A       |
| 3  | Sam Deroo           | 1992          | 202    | ZAKSA Kędzierzyn-Koźle      | P       |
| 5  | Ruben van Hirtum    | 1990          | 194    | Knack Roeselare             | P       |
| 6  | Lowie Stuer         | 1995          | 194    | VDK Gent                    | L       |
| 7  | Francois Lecat      | 1993          | 200    | Tonno Callipo Vibo Valentia | P       |
| 8  | Kévin Klinkenberg   | 1990          | 198    | Revivre Milano              | P       |
| 9  | Pieter Verhees      | 1989          | 205    | Tonno Callipo Vibo Valentia | Ś       |
| 10 | Simon Van De Voorde | 1989          | 208    | Paykan Teheran              | Ś       |
| 12 | Gert van Walle      | 1987          | 197    | Lindemans Aalst             | A       |
| 14 | Jelle Ribbens       | 1992          | 185    | Spacer's de Toulouse        | L       |
| 15 | Stijn D’Hulst       | 1991          | 187    | Powervolleys Düren          | R       |
| 16 | Matthias Valkiers   | 1990          | 194    | PAOK Saloniki               | R       |
| 17 | Tomas Rousseaux     | 1994          | 198    | Indykpol AZS Olsztyn        | P       |
| 20 | Arno Van De Velde   | 1995          | 210    | Knack Roeselare             | Ś       |

 Holandia
Trener:  Gido Vermeulen
| Nr | Imię i nazwisko   | Rok urodzenia | Wzrost | Klub                     | Pozycja |
| -- | ----------------- | ------------- | ------ | ------------------------ | ------- |
| 1  | Daan van Haarlem  | 1989          | 198    | Berlin Recycling Volleys | R       |
| 2  | Wessel Keemink    | 1993          | 197    | Lindemans Aalst          | R       |
| 3  | Dirk Sparidans    | 1989          | 181    | Nantes Volley            | L       |
| 4  | Thijs ter Horst   | 1991          | 205    | Samsung Bluefangs        | P       |
| 5  | Auke van de Kamp  | 1995          | 200    |                          | P       |
| 6  | Jasper Diefenbach | 1988          | 195    | Tours VB                 | Ś       |
| 7  | Gijs Jorna        | 1989          | 196    | Tricolorul LMV Ploiesti  | L       |
| 8  | Fabian Plak       | 1997          | 198    | TT Papendal Arnhem       | Ś       |
| 10 | Jeroen Rauwerdink | 1985          | 200    | Olympiakos Pireus        | P       |
| 14 | Nimir Abdel-Aziz  | 1992          | 201    | Revivre Milano           | A       |
| 15 | Thomas Koelewijn  | 1988          | 206    | Stade Poitevin           | Ś       |
| 16 | Wouter ter Maat   | 1991          | 200    | Paris Volley             | A       |
| 17 | Michaël Parkinson | 1991          | 203    | Nantes Volley            | Ś       |
| 18 | Robbert Andringa  | 1990          | 192    | Indykpol AZS Olsztyn     | P       |

 Turcja
Trener:  Joško Milenkoski
| Nr | Imię i nazwisko       | Rok urodzenia | Wzrost | Klub                          | Pozycja |
| -- | --------------------- | ------------- | ------ | ----------------------------- | ------- |
| 1  | Emre Batur            | 1988          | 201    | Halkbank Ankara               | Ś       |
| 3  | Mert Matıç            | 1995          | 208    | Büyükşehir Belediyesi Stambuł | Ś       |
| 4  | Baturalp Burak Güngör | 1993          | 189    | Büyükşehir Belediyesi Stambuł | P       |
| 5  | Hasan Yeşilbudak      | 1984          | 190    | Halkbank Ankara               | L       |
| 7  | Gökhan Gökgöz         | 1993          | 200    | Arkas Spor Izmir              | P       |
| 8  | Burutay Subaşı        | 1990          | 194    | Halkbank Ankara               | A/P     |
| 9  | Hakki Çapkinoğlu      | 1990          | 200    | Halkbank Ankara               | Ś       |
| 10 | Arslan Ekşi           | 1985          | 199    | Lokomotiw Nowosybirsk         | R       |
| 12 | Izzet Ünver           | 1992          | 195    | Fenerbahçe SK                 | P       |
| 13 | Alperay Demirciler    | 1993          | 178    | Halkbank Ankara               | L       |
| 14 | Faik Samed Güneș      | 1993          | 205    | Halkbank Ankara               | Ś       |
| 15 | Metin Toy             | 1994          | 202    | Fenerbahçe SK                 | A       |
| 16 | Murat Yenipazar       | 1993          | 194    | Büyükşehir Belediyesi Stambuł | R       |
| 18 | Kadir Cín             | 1987          | 200    | Büyükşehir Belediyesi Stambuł | P       |